# Solinus rhodius
Solinus rhodius es una especie de arácnido del orden Pseudoscorpionida de la familia Olpiidae.

## Distribución geográfica
Se encuentra en Grecia.